# Sarah Carmichael Harrell

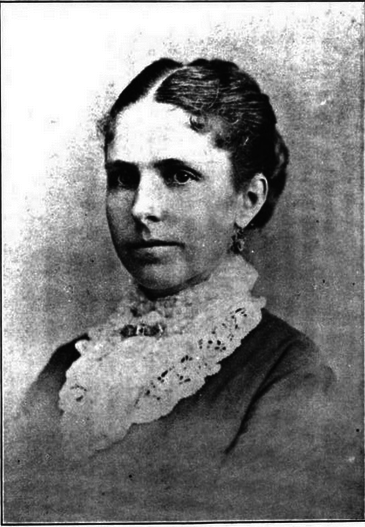
Sarah Carmichael Harrell, 1915

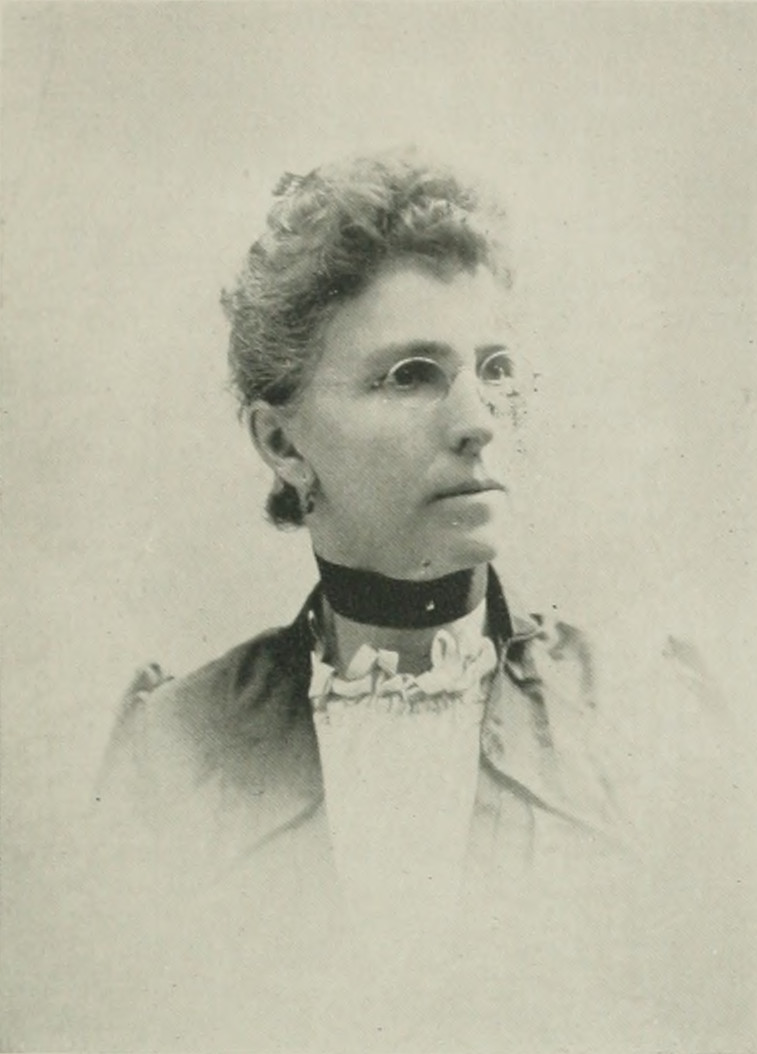
Sarah Carmichael Harrell

Sarah Carmichael Harrell (* 8. Januar 1844 in Brookville, Indiana; † 1929 in New York City) war eine US-amerikanische Pädagogin und Reformerin.

## Leben und Werk
Harrell wurde als Sarah Carmichael als Tochter von Noah Carmichael und Edith Stoops geboren. Sie besuchte mit acht Jahren die Grundschule des Brookville College und begann 1859 für zwölf Jahre an öffentlichen Schulen in Indiana zu unterrichten. Sie war die erste Lehrerin, die im Südosten von Indiana den gleichen Lohn wie die männlichen Lehrer erhielt.
1873 heiratete sie den Anwalt Samuel Sidney Harrell, mit dem sie zwei Kinder hatte. 1891 wurde sie von dem Gouverneur von Indiana Alvin Peterson Hovey zum Mitglied des Indiana Board of Managers der World’s Columbian Exposition ernannt. Als Sekretärin des Bildungsausschusses bereitete sie hierfür zwei Jahre lang die literarische und pädagogische Ausstellung des Staates vor.  Sie erarbeitete einen Plan, der als „Penny School Collection Fund of Indiana“ bekannt wurde.
1908 war sie die erste Sekretärin der Historical Society in Brookville und sie schrieb unter verschiedenen Pseudonymen Artikel über Blumenzucht, Bildungsgegenstände und Reisebriefe.
In Brookville eröffnete sie einen Lesesaal und war maßgeblich an der Sicherung der Carnegie-Bibliothek für Brookville beteiligt.

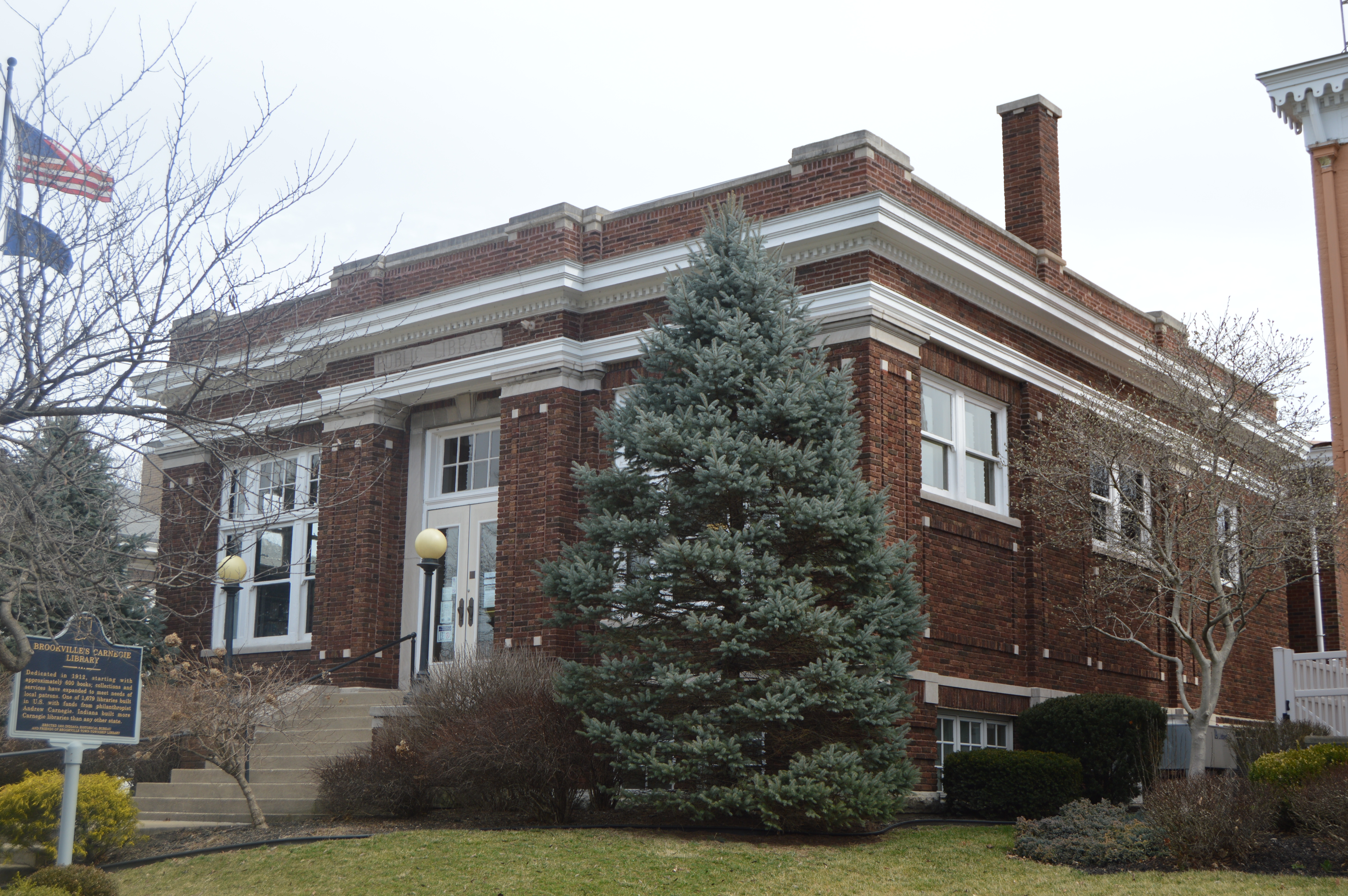
Brookville Carnegie Library